# City of Heroes
City of Heroes var ett MMORPG med superhjälte-tema, utvecklat av Cryptic Studios och marknadsfört av NCsoft. "CoH" lanserades 2004. Spelet grundade sig på PvE (se MMORPG), men utlovade tidigt en expansion med RvR, City of Villains.
Spelare i CoH tog sig an olika uppdrag i försvaret av Paragon City - en metafor för den typiska amerikanska storstaden så som den uppträdde i typiska superhjälteserier, till exempel Gotham City, Metropolis.
I likhet med EverQuest är CoH zon-baserat, och spelare rör sig mellan zonerna antingen via kontrollstationer eller med tåg. Den nödvändiga spelarorganisationen (guilds) kallas superhjältegrupper, efter mönster i seriemagasinen (till exempel X-Men och Fantastic Four).
City of Heroes stängdes ner den 30 november 2012.